# 胡子昂舊居
胡子昂舊居位於重慶市渝中區太華樓一巷6號，文物遺址年代為民國，2009年12月15日列為第二批重慶市文物保護單位。是重庆企业家胡子昂的故居。